# Henriette Henriksen
Henriette Henriksen   (Stavanger, 12 de juny de 1970), també coneguda pel nom de casada Henriette Løge, és una exjugadora d'handbol noruega que va competir durant les dècades de 1980 i 1990.
El 1992 va prendre part en els Jocs Olímpics de Barcelona, on guanyà la medalla de plata en la competició d'handbol. Entre 1989 i 1997 jugà un total de 38 partits i marcà 26 gols amb la selecció nacional.